# Pont de Ranville
Le pont de Ranville, également connu sous le nom de pont Horsa (tiré du nom des trois planeurs d'assaut Horsa qui ont permis de déposer les commandos) est un pont qui franchit l'Orne à Ranville.

## Histoire

### Construction du pont
Après le percement du canal et le redressement de l'Orne, un bac fut établi sur le nouveau cours du fleuve. En 1869-1870, il fut remplacé par un pont tournant. Ce pont tournant était l'œuvre des ateliers Gustave Eiffel,. Les fondations ont été exécutées par l'entreprise de Hildevert Hersent. En 1892, il fut renforcé lors de la construction de la ligne des chemins de fer du Calvados entre Bénouville et la gare de Dives - Cabourg.

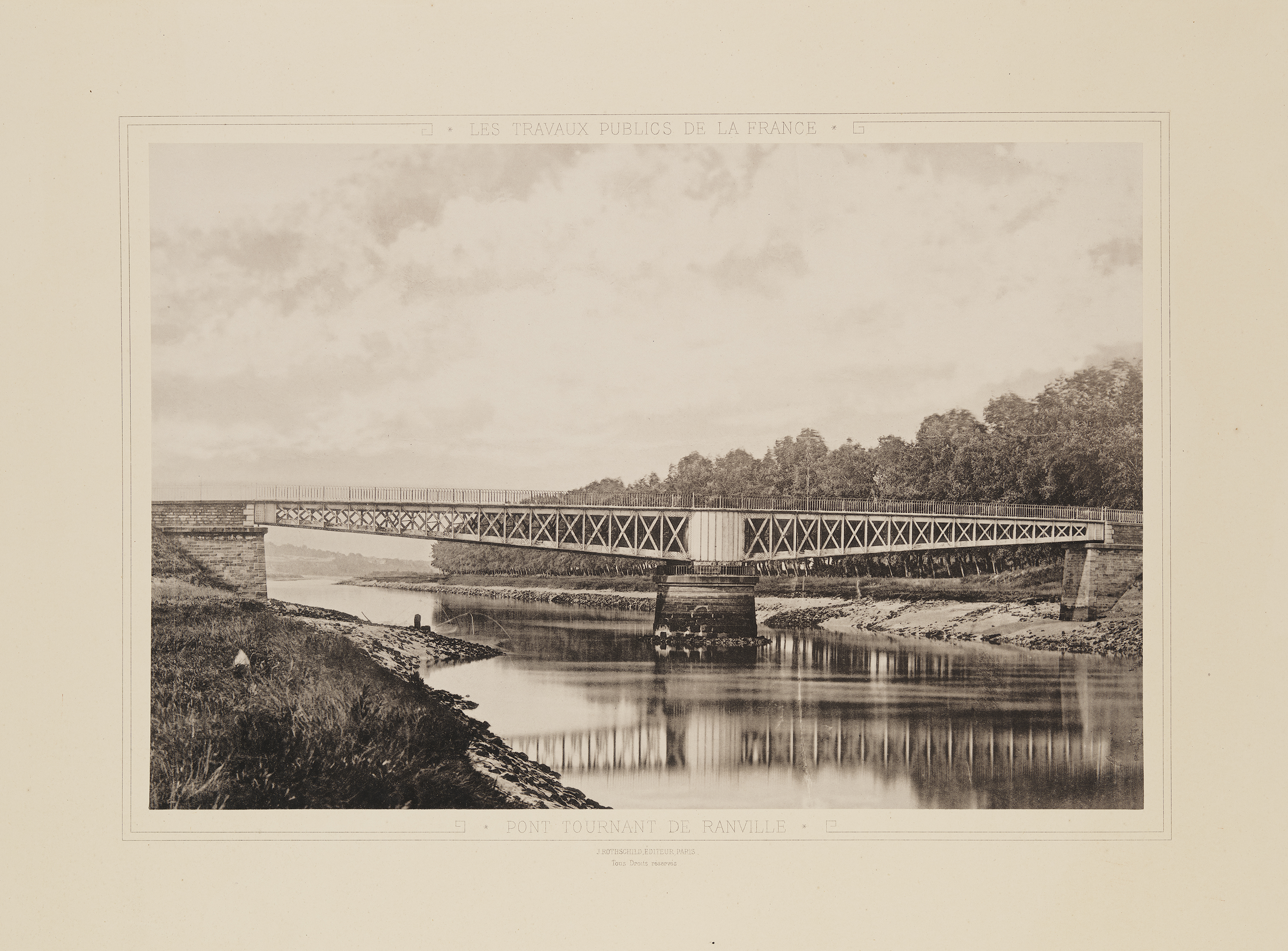
Le nouveau pont tournant de Ranville en 1883.
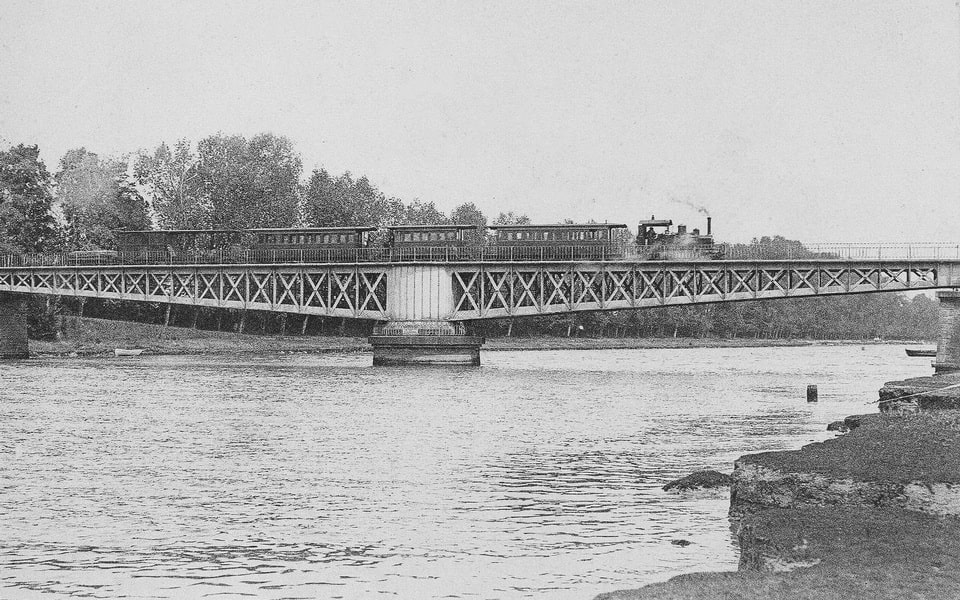
Le tramway sur le pont vers 1910.

### Seconde Guerre mondiale
Situé sur la route nationale 814 (actuelle route départementale 514), ce pont a été capturé, avec le pont de Bénouville (dit Pegasus Bridge), lors de l'opération Tonga par des troupes à planeur du 2e Oxfordshire et du Buckinghamshire Light Infantry (le 52e) lors d'une opération de coup de main dans les premières minutes du jour J, 6 juin 1944. La prise des deux ponts était essentielle pour sécuriser le flanc est de la zone de débarquement de Normandie, empêchant les blindés allemands d'atteindre la 3e division d'infanterie britannique qui devait commencer à débarquer sur Sword à 7 h 25. Le pont de Ranville, un pont routier, se trouvait à plus de 400 mètres à l'est du pont Pegasus en direction du village de Ranville.
À la suite de la prise du pont sur l'Orne, les membres de l' opération coup de main ont soutenu l'appellation du pont « Light Infantry Bridge ». Le pont de Benouville capturé avait été signalé par Pegasus Bridge.

### Reconstruction
Le pont d'origine, qui était un pont tournant en treillis d'acier, a été remplacé en 1971 ; cependant, une partie de la structure de support du pont d'origine demeure.
En juin 1989, à l'occasion du quarante-cinquième anniversaire du jour J, le maire de Ranville a dévoilé une plaque commémorative de la prise du pont fluvial, et le pont a été officiellement nommé pont Horsa. La plaque commémorative était dédiée aux pilotes de planeurs Horsa et aux pelotons du lieutenant Dennis Fox et du lieutenant Tod Sweeney, qui avaient capturé le pont avant le début de l'invasion alliée des plages de Normandie.